# Ferdinand Müller (Bildhauer)

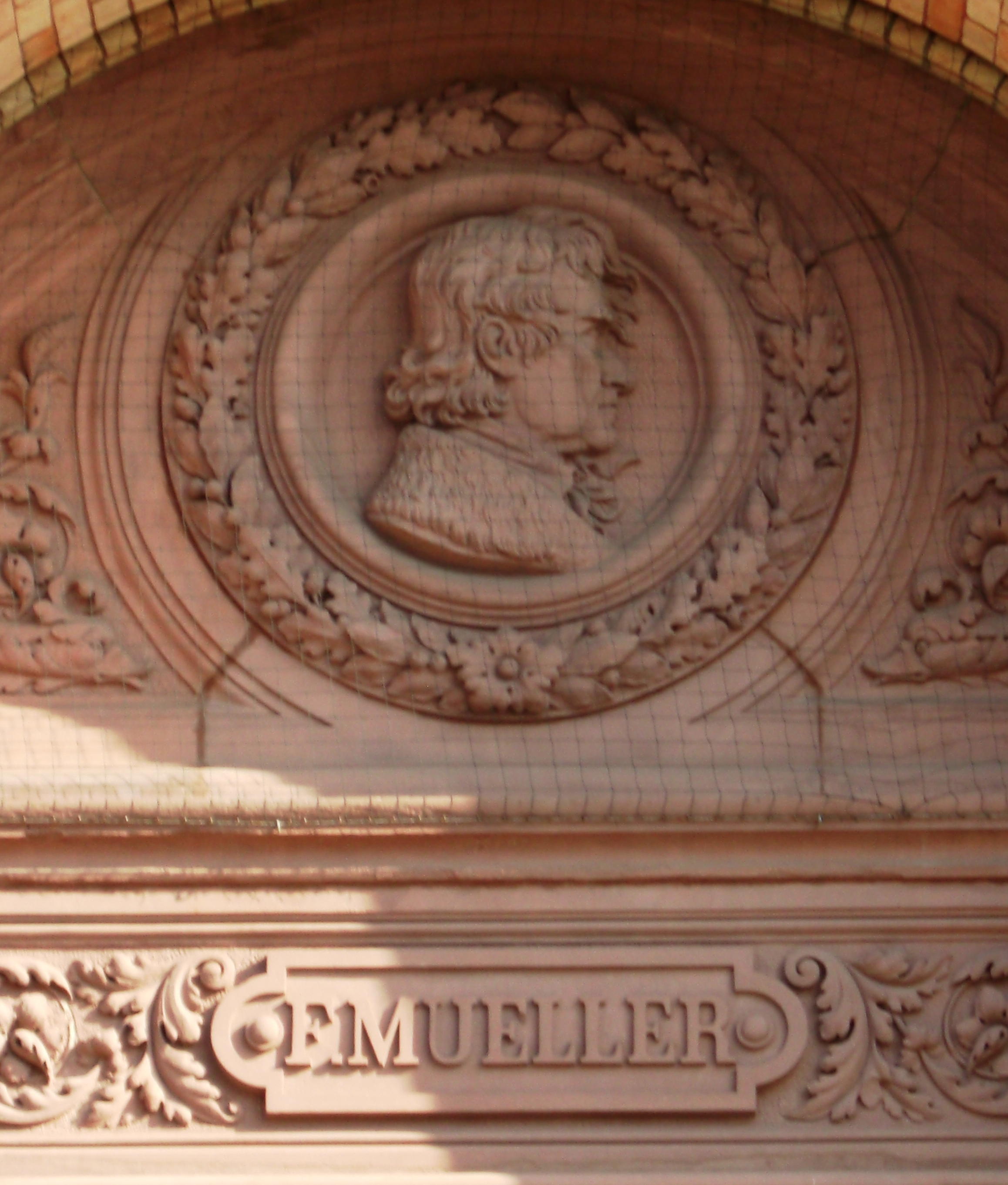
Medaillon von Ferdinand Müller an der Kunsthalle Hamburg

Ferdinand Müller (* 16. Oktober 1809 in Meiningen; † 6. September 1881 ebenda) war ein deutscher Bildhauer.

## Leben
Ferdinand Müller begann seine Ausbildung bei seinem Vater, dem Hofbildhauer Christian Müller. Ab 1830 studierte er an der Akademie der Bildenden Künste München im Atelier von Ludwig Schwanthaler.
Von 1840 bis zu seinem Tod war er als Hofbildhauer von Sachsen-Meiningen während der Regierungszeiten der Herzöge Bernhard II. und Georg II. tätig. Hier führte er seine ersten Arbeiten im neu erbauten Schloss Landsberg in Meiningen aus, wo er den Rittersaal, das Autographenzimmer und das Lutherzimmer gestaltete. Sein künstlerisches Schaffen konzentrierte sich danach auf die Erstellung von Denkmälern, Büsten, Statuen und Reliefs, deren Stile dem Klassizismus und der Romantik zuzuordnen sind.

## Werke
| Motiv                                                               | Standort | Enthüllung | Besonderheiten | Foto |
| ------------------------------------------------------------------- | --- | ---------- | -------------- | ---- |
| Büste von Peter Vischer dem Älteren                                 | Walhalla | 1839       |                |      |
| Büste von Franz von Sickingen                                       | Ruhmeshalle in München(?) |            |                |      |
| zwei Engel                                                          | Herzogliche Gruftkapelle im Englischen Garten in Meiningen                                                                              | 1839       |                |      |
| Büste von August Wilhelm Döbner (Architekt des Schlosses Landsberg) | Schloss Landsberg, Ostgiebel Kastellanhaus                                                                                              |            |                |      |
| Turnierfries                                                        | Schloss Landsberg | 1840       |                |      |
| Christus bei Maria und Martha (Relief),                             | Meiningen |            |                |      |
| Fischknabenbrunnen                                                  | Englischer Garten in Meiningen | 1858       |                |      |
| Bernhard III. (Sachsen-Meiningen)                                   | Orangerieschloss in Potsdam | 1855       |                |      |
| Marie Elisabeth, Tochter von Georg II. (Sachsen-Meiningen)          | Orangerieschloss in Potsdam | 1855       |                |      |
| Lutherdenkmal                                                       | Möhra | 1861       |                |      |
| Wandfries Barbarossazug, Friedrich I. (HRR)                         | Einst für die Villa Carlotta in Tremezzo am Comer See vorgesehen, ist der Fries an einem Haus in der Altstadt von Meiningen angebracht. |            |                |      |
| 12 Apostel und vier Evangelisten                                    | St. Lorenz (Nürnberg) | 1839       |                |      |
| Kriegerdenkmal 1870/71                                              | Erfurt | 1876       |                |      |
| Kriegerdenkmal 1870/71                                              | Meiningen | 1872       |                |      |